# 珀利
珀利（Perley），美国明尼苏达州诺曼县城市，位于该县西南。总人口92人（2010年美国人口普查）。